# بلیو دیجیتال
بلیو دیجیتال (انگلیسی: Believe Digital) شرکت نشر موسیقی فرانسوی است، که در سال ۲۰۰۵ تأسیس شد.